# Тегумент
Тегумент, или неодермис, — синцитиальный эпителий, характерный для ряда групп плоских червей: трематод (Trematoda), аспридогастрид (Aspidigastrea), моногеней (Monogenoidea), гирокотилид (Gyrocotyloidea), амфилинид (Amphilinidea) и ленточных червей (Eucestoda). Наличие тегумента — одна из наиболее ярких синапоморфий этих групп, на основании которой немецкий зоолог Ульрих Элерс в 80-х годах XX века описал таксон паразитических плоских червей — Neodermata.

## Строение
Тегумент обладает синцитиальным строением: границы между отдельными клетками в нём отсутствуют. Структурно он разделён на две части: наружную цитоплазматическую пластинку и залегающие глубже многочисленные цитоны тегумента. Части сообщаются друг с другом через цитоплазматические мостики. 

### Цитоплазматическая пластинка
Цитоплазматическая пластинка содержит митохондрии и многочисленные включения. На её поверхности часто имеются развитая система выростов: шипов, стилетов, микроворсинок или, у половозрелых ленточных червей, микротрихий. Эти выросты армированы электронноплотным цитоскелетом, который в ранних исследованиях ошибочно трактовали как кутикулу. 
Сквозь цитоплазматическую пластинку проходят протоки половой и выделительной систем, а также чувствительные отростки нейронов. Изнутри цитоплазматическая пластинка подостлана коллагеновой базальной пластинкой, отграничивающей её от нижележащего слоя мышц.

### Цитоны тегумента
Цитоны тегумента содержат ядра и синтетический аппарат клетки. Они залегают ниже слоя мышц на разной глубине. Это в своё время привело к возникновению представления о паренхиме - недифференцированных клетках, заполняющих пространство между органами. Однако они были опровергнуты более поздними исследованиями с применением  трансмиссионной электронной микроскопии.

## Функции и развитие
Кроме обычных для эпителия барьерной и секреторной функции, многие паразитические стадии (в первую очередь, лишённые кишечника) возлагают на тегумент трофическую функцию, осуществляющуюся через микроворсинки. Кроме того, микротрихии ленточных червей позволяют им заякориваться в эпителии кишечника хозяина.
Цитоны тегумента не делятся, увеличение их числа происходит при слиянии с тегументом новых поколений железистых клеток. Как правило, они связаны с другими морфогенетическими событиями и переходами к новым стадиям жизненного цикла (например, при смене хозяина).
Ресничный эпителий, покрывающий всю или часть поверхности тела личинок многих Neodermata, имеет принципиально иное строение и не демонстрирует прямого перехода в покровы следующих стадий, поэтому не рассматривается как тегумент.